# Ali Wahaib Shnaiyn
Ali Wahaib Shnaiyn (Baghdad, 24 dicembre 1975) è un ex calciatore iracheno, di ruolo centrocampista.

## Carriera
Con la nazionale irachena ha partecipato ai Coppa d'Asia 1996.